# Kanturk
Kanturk (forma anglicizzata) o Ceann Toirc (in irlandese) è una cittadina nella contea di Cork, in Irlanda.